# Talassio
Talassio (latino: Thalassius; fl. 439-451) è stato un politico e vescovo bizantino, vescovo di Cesarea di Cappadocia dal 438 al 452.

## Biografia
Talassio nacque a Cesarea in Cappadocia, e lì crebbe.
Entrato nell'amministrazione imperiale, nel 430 ricopriva l'incarico di comes rerum privatatum.
Nel 439 era Prefetto del pretorio dell'Illirico. Ricevette una lettera di Firmo (morto nel 439), vescovo della sua città natale, che lo ringraziava per il suo impegno a favore di Cesarea e gli chiedeva di renderla ancor più importante allargando i confini della relativa provincia.
Sempre nel 439 era a Costantinopoli, e si diceva che aspirasse alla prestigiosa Prefettura del pretorio d'Oriente, ma il vescovo costantinopolitano Proclo lo consacrò vescovo di Cesarea di Cappadocia, incarico che mantenne almeno fino al 451, quando prese parte al Concilio di Calcedonia.
Era forse vivo ancora nel 453, ma morto certamente entro il 458.